# 斎藤有太
斎藤 有太（さいとう ゆうた、1968年1月19日 - ）は、日本のキーボーディスト、ピアニスト。東京都出身。ソニー・ミュージックアーティスツ所属。

## 概要
井上陽水、渡辺美里、奥田民生、藤井フミヤ、大橋卓弥、氷室京介、OKAMOTO'S、住岡梨奈、 トータス松本、 土岐麻子、 ゆず、GLAY、沢田研二などのアーティストのサポートを務める。その傍ら、自身のソロアルバムを2002年にリリース。また、Dr.kyOn、リクオを中心とするキーボディスト集団「CRAZY FINGERS」にも参加している。2016年に開催された「奥田民生 生誕50周年伝説 となりのベートーベン」では主賓・全楽曲の編曲を担当した。

## 作品

### アルバム
- So （2002年11月20日）

1. ふられそうな気持ち
2. ECHO
3. 列車
4. interlude
5. BIRD
6. ランナーズ・ハイ
7. そんな日曜日
8. 友に逢う
9. Horses
10. 掟のない船
11. Pray on Play

- The Band Goes On （2018年9月26日 ※通販先行発売：2018年9月12日）

1. 夏の日
2. ジャストライク
3. ボレロ
4. Please! Prince! Music!
5. Ordinary Day
6. Interlude
7. 雪代水
8. 飛行船
9. Go On
10. 息するところ

### 楽曲提供
- 奥田民生
  - 「ブルームーンギャラクティカ」（『BETTER SONGS OF THE YEARS』収録）作曲
    - 元々はシンセサイザーのプリセット曲として斎藤が作曲したものを偶然奥田がライブ終演後のBGMに使用していた曲。タイトルが無かった為CD化される際に奥田が命名。CDに収録されているのはオーケストラバージョン。
- CHEMISTRY
  - 「This age」（『One×One』収録）作曲
  - 「meaning of tears」（『One×One』収録）作曲
- PUFFY
  - 「あなたとわたし」（『Bring it!』収録）作曲
- 藤井フミヤ
  - 「同じ雨」（『WITH THE RAWGUNS』収録）作曲
  - 「Be with you」（『WITH THE RAWGUNS』収録）作詞
  - 「GOLD」（『Order Made』収録）作詞
  - 「Time Limit」（『Order Made』収録）作曲
  - 「Sweet beans Soup」（『Order Made』収録）作曲
  - 「飛行船」（『Order Made』収録）作曲
- 渡辺美里
  - 「私のカルテ」（『ココロ銀河』収録）作曲
  - 「熱情」（『ココロ銀河』収録）作曲
  - 「新月」（『Serendipity』収録）作曲
  - 「さくらムード」（配信）作曲

## 出演

### テレビ番組
- 『BS☆フジイ』（BSフジ、2007年7月1日 - 2008年3月23日放送）
- 亀田音楽専門学校（NHK教育）

### 舞台
- ミュージカル「ジャニス」（2022年8月23日 - 26日、東京国際フォーラム ホールA）[1]